# Ifa Isfansyah
Ifa Isfansyah (ur. 16 grudnia 1979 w Yogyakarcie) – indonezyjski reżyser, scenarzysta i producent filmowy.

## Życiorys
W 2007 roku ukończył studia na uczelni Institut Seni Indonesia Yogyakarta.
W 2001 roku znalazł się wśród założycieli społeczności filmowej Fourcolours Films, która zajmuje się produkcją filmów krótkometrażowych. Jego pierwszy film krótkometrażowy, Air Mata Surga (współreżyseria: Eddie Cahyono), został zaprezentowany na Festival Film-Video Indonesia. Następnie w 2002 nakręcił kolejny film krótkometrażowy – Mayar – który zdobył nagrodę SET Award oraz trafił na kilka zagranicznych festiwali, m.in. na MFF w Rotterdamie.
Cztery lata później wypuścił film Harap Tenang, Ada Ujian!, który był prezentowany na festiwalach filmowych w Indonezji, Japonii i Kazachstanie. W tym samym roku otrzymał stypendium na studia filmowe w Im Kwon Taek Film School na Dongseo University w Korei Południowej. W 2007 roku wypuścił Setengah Sendok Teh, a dwa lata później zadebiutował swoim pierwszym filmem pełnometrażowym pt. Garuda di Dadaku.
W 2011 r. filmowiec zaprezentował swój drugi pełnometrażowy film – Sang Penari. Produkcja ta przyniosła mu nagrodę Citra dla najlepszego reżysera.
Prywatnie mąż reżyserki Kamili Andini i zięć reżysera Garina Nugroho.